# Roberto Bacchin
Roberto Bacchin (Tombolo, 11 ottobre 1954) è un allenatore di calcio ed ex calciatore italiano, di ruolo centrocampista.

## Carriera

### Giocatore
Ha disputato tre campionati di Serie A con le maglie di Torino, Udinese e Catanzaro, per complessive 51 presenze e 3 reti in massima serie. Coi granata si è aggiudicato lo scudetto nella stagione 1975-1976, con una presenza in occasione della vittoria interna col Cagliari del 2 maggio 1976
Ha inoltre totalizzato 128 presenze e 13 reti in Serie B nelle file di Novara, Foggia e Bari.
Ha cessato l'attività agonistica prima del compimento dei 29 anni, a seguito dello schiacciamento di una vertebra per un incidente occorsogli sulla spiaggia di Copanello durante le vacanze estive del 1983.

### Allenatore
Ritiratosi dall'attività agonistica è diventato allenatore, ruolo nel quale ha prevalentemente guidato formazioni delle serie minori dell'Italia nord-occidentale.

## Palmarès

### Giocatore

#### Competizioni nazionali
- Campionato italiano: 1

Torino: 1975-1976

### Allenatore

#### Competizioni nazionali
- Campionato italiano Serie D: 1

Legnano: 1999-2000 (girone B)